# Lance Goulbourne
Lance Goulbourne (New York, 6 de abril de 1989) es un baloncestista estadounidense que actualmente se encuentra sin equipo. Con 2,03 metros de estatura, juega en la posición de ala-pívot.

## Trayectoria deportiva
Es un jugador formado en Universidad de Vanderbilt y tras no ser elegido en el Draft de la NBA de 2012, comenzó su trayectoria profesional en la Liga de desarrollo de la NBA en concreto, en los Santa Cruz Warriors.
En 2013, se marcha a Corea del Sur para jugar en las filas del Goyang Orions y de los Sonic Boom KT.
En la temporada 2014-15, juega en la D2 de Turquía en las filas del Akhisar Belediyespor.
Al término de la temporada, el jugador se marcha a Francia para jugar en el S.O.M. Boulogne donde realiza una buena temporada en la PRO B.
En verano de 2016 fichó por el ESSM Le Portel de la Pro A francesa, su primera competición de primer nivel en sus seis años de carrera profesional.